# Charles III Brûlart de Genlis
Charles III Brûlart de Genlis (né en 1628 et mort le 2 novembre 1714) est un prélat français, archevêque d'Embrun.

## Biographie

### Famille
Charles Brûlart de Genlis descendait de l'antique et illustre maison de Brûlart originaire, selon les uns, du comté d'Artois, du Hainaut, suivant les autres. Il était fils aîné de Florimond Brûlart, marquis de Genlis, baron d'Abecourt, etc., lieutenant des gendarmes du duc d'Orléans, mort en Picardie le 10 janvier 1685, et de Charlotte de Blécourt, fille de Louis seigneur de la Tour, Brunetel Béthencourt, etc., décédée à Genlis en  1676. Ses aïeux étaient Gilles Brûlart chevalier seigneur de Genlis et de Crosne, et Anne d'Halluin, seigneur de Piennes, marquis de Maignelay, chevalier des ordres, et d'Anne de Chabot.

### Carrière ecclésiastique
Le texte qui suit est la citation du chapitre consacré à Charles Brûlart de Genlis, 76e chapitre de l'ouvrage d'Honoré Jean P. Fisquet, La France pontificale (Gallia Christiana) - Histoire chronologique et biographique des archevêques et évêques de tous les diocèses de France depuis l’établissement du christianisme jusqu'à nos jours, divisée en 18 provinces ecclésiastiques. Métropole d'Aix - Aix, Arles, Embrun - Première partie, deuxième édition, Paris,  1864.
 (mai 2021).
« Charles pourvu d'une charge d'aumônier du roi, obtient en  1649 l'abbaye de Joyenval au diocèse de Chartres, qu'il restaura de fond en comble et garda jusqu'à sa nomination au siège métropolitain d'Embrun. Il s'en démit alors en faveur de Georges d'Aubusson de la Feuillade qu'il remplaçait dans cet archevêché. Désigné par le roi en  1668, il reçut la consécration épiscopale l'année suivante à Paris dans l'église de Saint-Lazare ; et il assista en  1670 à l'assemblée générale du clergé de France, à la clôture de laquelle il prêcha devant le roi. Brûlart de Genlis partit de Paris avec Étienne Le Camus, évêque de Grenoble, et se rendit à la Grande Chartreuse qu'il quitta peu de jours après pour prendre possession de son siège. L'évêque de Gap, Pierre Marion, informé de l'arrivée de l'archevêque, alla au devant de lui avec son chapitre et ses officiers jusqu'à Brutinel où il lui offrit à déjeuner, puis le soir de ce jour qui était le 5 novembre 1671, les deux prélats et leur suite descendirent à Gap. Le lendemain à six heures du matin, l'archevêque prit congé de son hôte et fut accompagné de la même manière que la veille, excepté le chapitre, qui avait été froissé de ce que dans la visite qu'il lui avait faite en corps, il ne l'avait pas conduit jusqu'à la porte de la rue. Charles de Genlis arriva à Embrun ce jour-là de fort bonne heure, mais il ne fit son entrée solennelle que le lendemain, 7 novembre. On vint le chercher à la porte de son palais où il fut, suivant la coutume, harangué en latin par le premier consul de la ville et en français par le prévôt du chapitre.
L archevêque était de retour de Paris depuis un mois environ, lorsqu'il résolut de se rendre au Laus, qui faisait alors partie du diocèse d'Embrun. Le but du prélat était de voir lui-même tout ce qui se passait dans ce vallon, et il était bien déterminé quoi qu'il pût arriver, à enfermer la bergère et interdire le pèlerinage qu'elle fondait, dans le cas où il reconnaîtrait quelque imposture. Il arriva le soir du 4 décembre 1671, et il fit aussitôt comparaître Benoîte devant lui, il l interrogea pendant plusieurs heures avec une grande sévérité et d'une manière très difficile et très embarrassante mais elle lui répondit avec tant de netteté, d'ingénuité de présence d esprit, et d'une façon si levée au-dessus de la capacité des personnes de sa condition que le prélat en fut dans l'admiration et il jugea par là que la Sainte Vierge avait choisi le Laus pour y manifester sa bonté et y prodiguer ses faveurs. Il assista le lendemain à la messe et il retourna à Embrun.
Brûlart de Genlis visitait régulièrement son diocèse malgré les difficultés des routes, beaucoup plus mauvaises en ce temps qu'aujourd'hui. Il avait soin aussi d'assembler fréquemment son synode diocésain, afin de s'enquérir des abus qui pouvaient s'être introduits dans les paroisses et d'y apporter remède. Il veillait par-dessus tout à ce que les prêtres se rendissent recommandables par leur science et par leurs vertus On a conservé de lui quelques ordonnances qui témoignent de son zèle éclairé, de sa piété et de sa sollicitude pour entretenir partout dans son diocèse le bon ordre et la discipline.
L'archevêque d'Embrun avait beaucoup entendu parler du pèlerinage de saint Guillaume, abbé de Notre-Dame de Calme, qui se faisait à l'église paroissiale d'Eygliers, chaque année, le lundi de Pâques et le dimanche de Quasimodo. Il voulut vérifier les documents relatifs à ce culte. Dans une de ses visites pastorales, il demanda à voir la glorieuse relique du saint, et la main miraculeuse lui fut présentée ; mais comme elle n était pas accompagnée de son authentique, notre prélat défendit, jusqu'à nouvel ordre, de l'exposer à la vénération publique ; ce qui causa une grande peine à tous les habitants de la contrée.
Quelque temps après les consuls d'Eygliers, au nom de la population, présentèrent à l archevêque une humble requête par laquelle ils suppliaient le prélat de rétablir le culte de ce saint. Cette supplique fut prise en considération, et Charles de Genlis mit de sa main au bas de la pièce présentée, les mots qui suivent « Commettons le sieur curé de Saint-Crépin. Donné à Embrun le 9 avril 1677. Charles, archevêque d'Embrun. »
Un an après, l'archevêque ayant vu le passage des Annales de l'Église d Embrun par le P. Fournier, concernant saint Guillaume, permit, le 2 avril 1678, d'exposer à la vénération publique les reliques de ce saint.
Charles Brûlart de Genlis assista à la fameuse assemblée du clergé de France, qui, le 19 mars 1682 rédigea la célèbre déclaration relative aux libertés de l'Église gallicane ; il en souscrivit tous les actes, il en partagea toutes les démarches, et en a assumé avec les trente-trois autres archevêques ou évêques qui la composaient toute l'accablante responsabilité devant Dieu et devant l'histoire. Il fut soupçonné surtout dans les dernières années de sa vie, d'avoir donné dans les opinions des novateurs sur la matière de la grâce ; mais quelques mois avant sa mort c'est-à-dire le 6 mai 1714, il fit une déclaration authentique de l'orthodoxie de ses sentiments qui dissipa tous les mauvais soupçons qu'on pouvait avoir formés.
Le duc de Savoie, Victor Amédée, guidé par les Vaudois, avait envahi le Dauphiné par des chemins impraticables. Il s'était emparé de Guillestre, la première ville qu'il avait rencontrée et poursuivant le cours de ses succès, il vint mettre le siège devant Embrun le  3 août 1692. Deux jours après son arrivée devant les murs de la capitale des Alpes-Maritimes, Victor Amédée fit sommer les habitants de se rendre, avec menace de ne point leur donner de quartier s'ils résistaient. Le marquis de Larré qui commandait la place, répondit qu'il tâcherait de mériter l'estime de Son Altesse, et le duc et le célèbre prince Eugène durent commencer un siège en règle. La ville opposa pendant douze jours entiers une vigoureuse résistance à l'ennemi, mais enfin, manquant de munitions, le noble marquis de Larré fut réduit à capituler. Il fut convenu que la ville serait préservée du pillage et que la garnison obtiendrait les honneurs de la guerre, à condition qu'elle ne servirait point pendant le reste de cette campagne et se retirerait au fort Barreau. Le duc de Savoie entra dans Embrun le 16 août et il fut reçu en vainqueur. Toutefois l'illustre archevêque Brûlart de Genlis, en qualité de prince d Embrun, ne craignit point de se présenter devant lui en manteau d'écarlate pour lui rappeler son titre. Victor-Amédée, qui voulait être seul souverain dans Embrun, trouva mauvais que le prélat eût agi de la sorte ; mais l'archevêque proclamait ses droits temporels et il ne chercha pas à excuser sa conduite. Le duc ne quitta Embrun qu'après l'avoir démantelé ; il exigea, en outre, que ses habitants lui payassent une forte contribution, puis il fit briser les cloches de Notre-Dame dont le métal fut transporté à Turin et employé à frapper des pièces de monnaie.
L'archevêque de Genlis, après le départ du duc de Savoie, s'occupa d'une œuvre qui lui était à cœur et qui devait être le complément de tous les efforts qu'il n'avait cessé de faire pour mettre ses prêtres à la hauteur de leurs sublimes fonctions. Nous voulons parler de la création d un séminaire.
On possède encore l'ordonnance de ce prélat et les lettres-patentes de Louis XIV portant établissement d'un séminaire dans la ville d'Embrun à l'effet d'y élever et d'y instruire les jeunes clercs qui se destineraient à la prêtrise. Après avoir pensé quelque temps à en confier la direction aux prêtres de Saint-Sulpice, il s'était déterminé à choisir les Pères de la Compagnie de Jésus, qui avaient déjà élevé le collège au plus haut point de splendeur. Cette décision, ce nous semble, indique assez que le prélat n'était point aussi janséniste que l'ont prétendu certains auteurs. L'archevêque fit construire et meubler à ses frais cette maison ecclésiastique ; il constitua une pension annuelle et perpétuelle de deux mille livres pour la direction de l établissement, l'entretien du bâtiment et du mobilier et il en assigna vingt mille, en capital, dont les revenus devaient servir à payer la pension des ecclésiastiques pauvres.
L'archevêque d'Embrun avait personnellement une fortune considérable, et il en usait noblement ; ainsi aux grandes libéralités que fit l'illustre prélat pour bâtir le séminaire et lui assurer des revenus annuels, il en ajouta de nouvelles pour soulager la vieillesse des prêtres en retraite, et pour plusieurs autres bonnes œuvres ; enfin par son testament, il légua tons les biens qu'il possédait par égale portion à l'Église, représentée par le chapitre, et aux pauvres représentés par l'hôpital.
Ce fut par les largesses de Mgr de Genlis que l'on put remplacer les cloches de la métropole que, lors de la prise d'Embrun en 1692, Victor-Amédée avait fait briser et transporter à Turin.
Ce prélat, si digne du siège qu'il avait occupé pendant quarante six ans, mourut le 3 novembre 1714, âgé de 86 ans, emportant les regrets de tout son clergé et de tout son diocèse. Son corps fut mis dans le tombeau qu'il s'était fait construire lui-même cinq ans avant sa mort, et qu'il avait fait placer sous le dôme qui est devant le grand Réal, mais plus tard il en fut tiré pour être établi contre le mur de l église, à côté de la grande porte, que l'on a entouré d'une grille de fer On grava sur sa tombe l'inscription suivante : Memor crucis et mortis tumulum suis subjecit oculis cruciferum ut salvus per crucem in tumulo jaceat Carolos Brûlart de Genlis archiepiscopus princeps Ebredunensis. Siste viator sic vive et morere anno Domini M DCC IX.

Le 9 décembre 1714, Sauveur-Étienne de Roux d'Arbaut de la Pérusse prévôt de l'Église d'Embrun vicaire général et official, le siège vacant, dépositaire des dernières volontés de Charles Brûlart de Genlis, publia une déclaration faite le 28 octobre précédent par ce prélat qui avait désiré qu'elle fut rendue publique et imprimée avec son mandement. Cette déclaration fut faite en présence des sieurs Remusat, curé de Saint Vincent, Pierre Pons et Jacques Danès, bénéficiers de la cathédrale. Elle contient que, pour empêcher qu'on ne donne un sens mauvais à son mandement du 6 mai de la même année, il déclare que son intention a été et est encore d'accepter et faire publier dans tout son diocèse la constitution Unigénitus purement et simplement sans aucune condition, et que, de plus il a adopté et adopte encore l'excellente instruction de l'assemblée du clergé de France. »
— Honoré Fisquet, La France pontificale (Gallia Christiana) - Histoire chronologique et biographique des archevêques et évêques de tous les diocèses de France depuis l’établissement du christianisme jusqu'à nos jours

## Armoiries
Charles III Brûlart de Genlis portait pour armoiries « de gueules à une bande d'or chargée de cinq barillets de sable entrelacés d'une traînée de même ».

## Titre
- Abbé de Joyenval,
- Abbé commendataire de l'abbaye Sainte-Élisabeth de Genlis ( 1665- 1667), seigneur de Triel ( 1653).